# Pavlov (Havlíčkův Brod-i járás)
Pavlov település Csehországban, a Havlíčkův Brod-i járásban. Pavlov Hradec, Vilémovice, Světlá nad Sázavou, Prosíčka (Havlíčkův Brod-i járás) és Ostrov településekkel határos. Lakosainak száma 135 fő (2024. január 1.).

## Népesség
A település lakosságának változását az alábbi diagram mutatja:
| Lakosok száma | 393  | 277  | 247  | 225  | 159  | 125  | 141  | 139  | 130  | 135  |
|               | 1869 | 1890 | 1921 | 1950 | 1980 | 2001 | 2017 | 2019 | 2022 | 2024 |